# Kepler-35
Kepler-35 là hệ sao đôi trong chòm sao Thiên Nga. Hai ngôi sao trong hệ sao đôi này là Kepler-35A và Kepler-35B có khối lượng lần lượt là 89% và 81% M☉, và cả hai đều được giả định là thuộc loại quang phổ G. Chúng cách nhau 0,176 AU và hoàn thành một quỹ đạo độ lệch tâm xung quanh một tâm chung khối lượng 20,73 ngày một lần.

### Hệ hành tinh
| Thiên thể đồng hành (thứ tự từ ngôi sao ra) | Khối lượng | Bán trục lớn (AU) | Chu kỳ quỹ đạo (ngày) | Độ lệch tâm | Độ nghiêng | Bán kính |
| ------------------------------------------- | ---------- | ----------------- | --------------------- | ----------- | ---------- | -------- |
| b                                           | 0.127 MJ   | 0.60347           | 131.458               | 0.042       | 90.760°    | 0.728 RJ |